# Ти (телесеріал)
«Ти» (англ. You) — американська телевізійна психологічна драма-трилер, на основі однойменного роману Кароліни Кепнес, прем'єра якої відбулась на телеканалі Lifetime 9 вересня 2018 року.
26 липня 2018 року, випередивши дату першого релізу, Lifetime оголосив, що серіал було продовжено на другий сезон. Прем'єра другого сезону відбулась 26 грудня 2019 року. В січні 2020 Netflix продовжив серіал на третій сезон, який вийшов 15 жовтня 2021 року. 13 жовтня 2021 року телесеріал було продовжено на четвертий сезон. Прем'єра першої частини 4-го сезону мала статися 10 лютого 2023, а другої — 10 березня , пізніше прем'єру перенесли на 9 лютого. В березні 2023 року телесесеріал було продовжено на п'ятий сезон, який стане останнім. Прем'єра 5 сезону відбулася 24 квітня 2025 року.

## Синопсис
Перший сезон розказує історію про Джо Голдберга, менеджера книжкового магазину в Нью-Йорку, який, зустрівши письменницю-початківицю Ґвіневру Бек, закохується в неї. Він годує свою токсичну одержимість, використовуючи соціальні мережі та інші технології для слідкування за її місцеперебуванням і усунення перешкод для їхнього кохання.
У другому сезоні Джо Голдберг переїжджає з Нью-Йорка до Лос-Анджелеса, щоб втекти від свого минулого, і починає зі створення нової особи. Коли він зустрічає завзяту шеф-кухарку Лав Квінн, Джо починає повертатися до своїх старих згубних звичок. У міру того як він намагається сформувати нові романтичні стосунки у місті янголів, Джо іде на все, щоб його любовна історія з Лав стала успішною, щоб уникнути долі своїх попередніх романтичних починань.
У третьому сезоні Джо і Лав одружені і виховують їх новонародженого сина Генрі в каліфорнійському передмісті Мадре Лінда. У міру того, як їхні стосунки набирають нових обертів, Джо продовжує повторювати цикл одержимості зростаючим інтересом до їхньої сусідки Наталі. Цього разу Лав піде на все, щоб бути впевненою, що її мрія про ідеальну сім'ю не буде так легко зруйнована компульсивними діями Джо.

## Актори та персонажі

### Головна роль
- Пенн Беджлі — Джо Голдберг, серійний вбивця та керівник книгарні у Муні, який переслідує Бек, а потім зустрічається з нею
- Елізабет Леіл — Ґвіневра Бек, аспірантка Нью-Йоркського університету й молода письменниця (Головна: 1 сезон; гість: 2 сезон)
- Лука Падован — Пако, юний сусід Джо (1 сезон)
- Зак Черрі — Ітан, співробітник книгарні, в якій працює з Джо (1 сезон)
- Шай Мітчелл — Піч Селінджер, багата й впливова блогерка і найкраща подруга Бек (сезон 1)
- Вікторія Педретті — Лав Квінн, починаючий шеф-кухар та гуру здоров'я у Л. А. (сезон 2—3)
- Джеймс Скаллі — Форті Квінн, улюблений і проблемний брат Лав (2 сезон; гість: 3 сезон)
- Дженна Ортега — Еллі Алвеш, підліток, яка швидко виросла у великому місті (сезон 2)
- Ембер Чилдерс — Кендіс, колишня подруга Джо та музикантка (2 сезон; періодична роль: сезон 1)
- Кармела Зумбадо — Делайла Алвеш, репортер (2 сезон)
- Саффрон Берровз — Дотті Квінн, мати Форті і Лав (сезон 3; періодична роль: сезон 2)
- Таті Габріель — Мерієн Белламі, бібліотекарка (сезон 3)
- Шаліта Грант — Шеррі Конрад (сезон 3)
- Тревіс Ван Вінкл — Кері Конрад (сезон 3)
- Ділан Арнольд — Тео Енглер (сезон 3)

## Український Дубляж
- Студія — Так Треба Продакшн
- Режисер дубляжу — Наталія Надірадзе
- Перекладач — Ілона Штундер
- Спеціаліст зі зведення звуку — Ігор Грищенко
- Менеджер проекту — Валерія Антонова

Роль дублювання:
- Джо — В'ячеслав Хостікоєв
- Бек — Вікторія Тишкевич
- Піч — Катерина Буцька
- Нед — Юрій Гребельник
- Анніка, Делайла — Анна Артемʼєва
- Нікі, Конні — Сергій Гутько
- Карен, Шеррі — Вікторія Левченко
- Кендіс — Анастасія Павленко
- Еллі — Єлизавета Мастаєва
- Вілл — Євген Локтіонов
- Лав — Дарина Муращенко
- Форті — Володимир Гурін
- Гендерсон — Дмитро Терещук
- Наталі, Леді Фібі, — Катерина Брайковська
- Тео — Данило Марійко
- Ґіл — Сергій Ладєсов
- Кері — Євгеній Лісничий
- Брендон — Богдан Крепак
- Дотті — Тамара Морозова
- Малколм — Ігор Журбенко
- Рольф — Павло Скороходько
- Том — Євген Пашин
- Ріс — Юрій Кудрявець
- Надя — Єлизавета Зіновенко
- Кейт — Ольга Гриськова
- Бронте — Юлія Перенчук
- Боб — Владислав Пупков
- Тедді — Олександр Погребняк
- Меріенн — Марина Локтіонова
- Рейган, Медді, д-ра Чандра — Юлія Малахова
- Клейтон, Бенджі, Адам — Кирило Татарченко
- Домінік, Доун — Олена Бліннікова
- Надя — Єлизавета Зіновенко

Додатковий актори дублювання:
- Олександр Шевчук, Олег Грищенко, Юлія Малахова, Владислав Васицький, Володимир Терещук, Ярослав Чорненький, Богдан Крепак, Наталія Задніпровський, Наталія Надірадзе, Ростислав Фоменко, Богдан Крепак, Ілля Локтіонов, Маргарита Іванченко, Наталія Калюжна, Людмила Чиншева, Анна Сєдова, Діана Семенюк, Дмитро Кончаков, Дарина Канцедал, Сергій Пащенко, Василь Осадчий, Марина Бондар, Валерія Антонова, Людмила Чиншева, Роман Харандюк, Валерія Мялковська,

## Епізоди
| Сезон | Сезон | Епізоди | Оригінальна дата показу | Оригінальна дата показу | Телеканал |
| Сезон | Сезон | Епізоди | Прем'єра сезону         | Фінал сезону            | Телеканал |
| ----- | ----- | ------- | ----------------------- | ----------------------- | --------- |
|       | 1     | 10      | 9 вересня 2018          | 11 листопада 2018       | Lifetime  |
|       | 2     | 10      | 26 грудня 2019          | 26 грудня 2019          | Netflix   |
|       | 3     | 10      | 15 жовтня 2021          | 15 жовтня 2021          | Netflix   |
|       | 4     | 10      | 9 лютого 2023           | 9 березня 2023          | Netflix   |
|       | 5     | 10      | 24 квітня 2025          | 24 квітня 2025          | Netflix   |

### 1 сезон (2018)
| № серії (загалом) | № серії (в сезоні) | Назва серії                                                            | Режисер(и)       | Сценарист(и)                     | Оригінальна дата виходу |
| ----------------- | ------------------ | ---------------------------------------------------------------------- | ---------------- | -------------------------------- | ----------------------- |
| 1                 | 1                  | «Пілотний епізод» «Pilot»                                              | Лі Толанд Кріґер | Грег Берланті, Сера Ґембл        | 9 вересня 2018 року     |
| 2                 | 2                  | «Останній хороший хлопець у Нью-Йорку» «The Last Nice Guy in New York» | Лі Толанд Кріґер | Сера Ґембл                       | 16 вересня 2018 року    |
| 3                 | 3                  | «Можливо» «Maybe»                                                      | Маркос Сіґа      | Ейпріл Блер                      | 23 вересня 2018 року    |
| 4                 | 4                  | «Капітан» «The Captain»                                                | Вікторія Магоні  | Майкл Фолі                       | 30 вересня 2018 року    |
| 5                 | 5                  | «Життя з ворогом» «Living with the Enemy»                              | Марта Каннінгем  | Ніл Рейнольдс                    | 7 жовтня 2018 року      |
| 6                 | 6                  | «Шалене кохання» «Amour Fou»                                           | Маркос Сіґа      | Адріа Ленґ                       | 14 жовтня 2018 року     |
| 7                 | 7                  | «Всевідносини» «Everythingship»                                        | Келлі Сайрус     | Ейпріл Блер, Аманда Зеттерстрьом | 21 жовтня 2018 року     |
| 8                 | 8                  | «Я твій, крихітко!» «You Got Me, Babe»                                 | Ерін Філі        | Керолайн Кепнес                  | 28 жовтня 2018 року     |
| 9                 | 9                  | «Кендес» «Candace»                                                     | Марта Мітчелл    | Келлі Бреслін, Майкл Фолі        | 4 листопада 2018 року   |
| 10                | 10                 | «Замок Синьої Бороди» «Bluebeard's Castle»                             | Маркос Сіґа      | Сера Ґембл, Ніл Рейнольдс        | 11 листопада 2018 року  |

### 2 сезон (2019)
| № серії (загалом) | № серії (в сезоні) | Назва серії                                                          | Режисер(и)           | Сценарист(и)                   | Оригінальна дата виходу |
| ----------------- | ------------------ | -------------------------------------------------------------------- | -------------------- | ------------------------------ | ----------------------- |
| 11                | 1                  | «З чистого аркуша» «A Fresh Start»                                   | Кевін Родні Салліван | Сера Ґембл                     | 26 грудня 2019 року     |
| 12                | 2                  | «Не надто глибоко» «Just the Tip»                                    | Сільвер Трі          | Майкл Фолі                     | 26 грудня 2019 року     |
| 13                | 3                  | «Для чого потрібні друзі?» «What Are Friends For?»                   | Джон Скотт           | Ніл Рейнольдс                  | 26 грудня 2019 року     |
| 14                | 4                  | «Хороший, поганий і Генді» «The Good, the Bad, & the Hendy»          | Дімейн Девіс         | Джастін В. Ло                  | 26 грудня 2019 року     |
| 15                | 5                  | «Гарних вихідних, Джо!» «Have a Good Wellkend, Joe!»                 | Чері Новлан          | Аманда Джонсон-Зеттерстрем     | 26 грудня 2019 року     |
| 16                | 6                  | «Прощавай, зайчику» «Farewell, My Bunny»                             | Міра Менон           | Адріа Ленґ                     | 26 грудня 2019 року     |
| 17                | 7                  | «Екзистеційна криза» «Ex-istential Crisis»                           | Шеннон Колі          | Келлі Бреслін                  | 26 грудня 2019 року     |
| 18                | 8                  | «Страх і огида в Беверлі-Гіллз» «Fear and Loathing in Beverly Hills» | Гаррі Йєрджян        | Кара Лі Кортрон, Джастін В. Ло | 26 грудня 2019 року     |
| 19                | 9                  | «Пі Ай Джо» «P.I. Joe»                                               | Сільвер Трі          | Майкл Фолі, Майрін Рід         | 26 грудня 2019 року     |
| 20                | 10                 | «Реальна любов» «Love, Actually»                                     | Сільвер Трі          | Сера Ґембл, Ніл Рейнольдс      | 26 грудня 2019 року     |

### 3 сезон (2021)
| № серії (загалом) | № серії (в сезоні) | Назва серії                                                        | Режисер(и)      | Сценарист(и)                              | Оригінальна дата виходу |
| ----------------- | ------------------ | ------------------------------------------------------------------ | --------------- | ----------------------------------------- | ----------------------- |
| 21                | 1                  | «І жили вони довго та щасливо» «And They Lived Happily Ever After» | Сільвер Трі     | Сера Ґембл, Майрін Рід                    | 15 жовтня 2021 року     |
| 22                | 2                  | «Я одружений з убивцею із сокирою» «So I Married an Axe Murderer»  | Сільвер Трі     | Ніл Рейнольдс, Келлі Бреслін              | 15 жовтня 2021 року     |
| 23                | 3                  | «Синдром зниклої білої жінки» «Missing White Woman Syndrome»       | Джон Скотт      | Кара Лі Кортрон, Джастін В. Ло            | 15 жовтня 2021 року     |
| 24                | 4                  | «Живий ланцюг у Мадре Лінда» «Hands Across Madre Linda»            | Джон Скотт      | Гілларі Бенефіль, Майкл Фолі              | 15 жовтня 2021 року     |
| 25                | 5                  | «Що далі в ліс…» «Into the Woods»                                  | Сільвер Трі     | Майрін Рід, Аманда Джонсон-Зеттерстрем    | 15 жовтня 2021 року     |
| 26                | 6                  | «М. А. Т. К. А.» «W.O.M.B.»                                        | Сільвер Трі     | Келлі Бреслін, Кара Лі Кортрон            | 15 жовтня 2021 року     |
| 27                | 7                  | «Ми всі тут божевільні» «We're All Mad Here»                       | Піт Чатмон      | Джастін В. Ло, Аманда Джонсон-Зеттерстрем | 15 жовтня 2021 року     |
| 28                | 8                  | «Невдала спроба» «Swing and a Miss»                                | Піт Чатмон      | Ганна Бет Чао, Ділан Коен                 | 15 жовтня 2021 року     |
| 29                | 9                  | «Тривожний сигнал» «Red Flag»                                      | Саша Александер | Майкл Фолі, Гілларі Бенефіль              | 15 жовтня 2021 року     |
| 30                | 10                 | «Що таке кохання?» «What Is Love?»                                 | Сільвер Трі     | Сера Ґембл, Ніл Рейнольдс                 | 15 жовтня 2021 року     |

### 4 сезон (2023)
| № серії (загалом) | № серії (в сезоні) | Назва серії                                                            | Режисер(и)       | Сценарист(и)                                 | Оригінальна дата виходу |
| ----------------- | ------------------ | ---------------------------------------------------------------------- | ---------------- | -------------------------------------------- | ----------------------- |
| 31                | 1                  | «Джо їде на відпочинок» «Joe Takes a Holiday»                          | Джон Скотт       | Сера Ґембл, Лео Річардсон                    | 9 лютого 2023 року      |
| 32                | 2                  | «Портрет митця» «Portrait of the Artist»                               | Джон Скотт       | Кара Лі Кортрон, Ніл Рейнольдс               | 9 лютого 2023 року      |
| 33                | 3                  | «Винищувач багатіїв» «Eat the Rich»                                    | Шамім Саріф      | Джастін В. Ло, Майрін Рід                    | 9 лютого 2023 року      |
| 34                | 4                  | «Хемпсі» «Hampsie»                                                     | Гаррі Йєрджян    | Майкл Фолі, Аманда Джонсон-Зеттерстрем       | 9 лютого 2023 року      |
| 35                | 5                  | «Лис і мисливець» «The Fox and the Hound»                              | Гаррі Йєрджян    | Гілларі Бенефіль, Ділан Коен                 | 9 лютого 2023 року      |
| 36                | 6                  | «Найкращі друзі» «Best of Friends»                                     | Джон Скотт       | Джастін В. Ло, Лео Річардсон                 | 9 березня 2023 року     |
| 37                | 7                  | «Хороша людина, жорстокий світ» «Good Man, Cruel World»                | Рейчел Лайтермен | Ганна Бет Чао, Ніл Рейнольдс                 | 9 березня 2023 року     |
| 38                | 8                  | «Куди ти йдеш? Де ти була?» «Where Are You Going, Where Have You Been» | Рейчел Лайтермен | Кара Лі Кортрон, Майрін Рід                  | 9 березня 2023 року     |
| 39                | 9                  | «Її тут нема» «She's Not There»                                        | Пенн Беджлі      | Гілларі Бенефіль, Аманда Джонсон-Зеттерстрем | 9 березня 2023 року     |
| 40                | 10                 | «Смерть Джонатана Мура» «The Death of Jonathan Moore»                  | Гаррі Йєрджян    | Майкл Фолі, Сера Ґембл                       | 9 березня 2023 року     |

5 сезон (2025)
| № серії (загалом) | № серії (в сезоні) | Назва серії                                                  | Режисер(и)       | Сценарист(и)                              | Оригінальна дата виходу |
| ----------------- | ------------------ | ------------------------------------------------------------ | ---------------- | ----------------------------------------- | ----------------------- |
| 41                | 1                  | «Найщасливіший хлопець у Нью-Йорку» «The Luckiest Guy in NY» | Маркус Сієга     | Каролін Кепнес, Сера Ґембл, Ґреґ Берланті | 24 квітня 2025 року     |
| 42                | 2                  | «Кров за кров» «Blood Will Have Blood»                       | Маркус Сієга     | Каролін Кепнес, Сера Ґембл, Ґреґ Берланті | 24 квітня 2025 року     |
| 43                | 3                  | «Синдром самозванця» «Impostor Syndrome»                     | Піт Чатмон       | Каролін Кепнес, Сера Ґембл, Ґреґ Берланті | 24 квітня 2025 року     |
| 44                | 4                  | «Моя прекрасна Медді» «My Fair Maddie»                       | Со Йон Кім       | Каролін Кепнес, Сера Ґембл, Ґреґ Берланті | 24 квітня 2025 року     |
| 45                | 5                  | «Останній танець» «Last Dance»                               | Меггі Кері       | Каролін Кепнес, Сера Ґембл, Ґреґ Берланті | 24 квітня 2025 року     |
| 46                | 6                  | «Темний бік кохання» «The Dark Face of Love»                 | Гебі Деллал      | Каролін Кепнес, Сера Ґембл, Ґреґ Берланті | 24 квітня 2025 року     |
| 47                | 7                  | «#ДжоГолдберг» «#JoeGoldberg»                                | Еріка Дантон     | Каролін Кепнес, Сера Ґембл, Ґреґ Берланті | 24 квітня 2025 року     |
| 48                | 8                  | «Божевілля вдвох» «Folie a Deux»                             | Шеріл Дані       | Каролін Кепнес, Сера Ґембл, Ґреґ Берланті | 24 квітня 2025 року     |
| 49                | 9                  | «Суд фурій» «Trial of the Furies»                            | Маркус Сієга     | Каролін Кепнес, Сера Ґембл, Ґреґ Берланті | 24 квітня 2025 року     |
| 50                | 10                 | «Фінал» «Finale»                                             | Лі Толанд Крігер | Каролін Кепнес, Сера Ґембл, Ґреґ Берланті | 24 квітня 2025 року     |

### Сприйняття критиками
На сайті-агрегаторі рецензій Rotten Tomatoes перший сезон має 93 % «свіжості» на основі 59 рецензій із середнім рейтингом 7,1/10. Критичний консенсус сайту стверджує: «„Ти“ поєднує хвилюючу драму з дешевою розвагою, щоб створити захопливу історію жахів в соціальній мережі, яка проникає під шкіру — і залишається там.» На Metacritic сезон отримав 74 бали зі 100 на основі 33 рецензій, що свідчить про «загалом позитивні рецензії».
На Rotten Tomatoes другий сезон має рейтинг 87 % на основі 45 рецензій із середнім балом 8/10. На Metacritic сезон отримав 74 бали зі 100 на основі 17 рецензій, що свідчить про «загалом позитивні рецензії».
Рейтинг третього сезону на Rotten Tomatoes — 94 % на основі 54 рецензій із середнім балом 8/10. На Metacritic сезон отримав 78 балів зі 100 на основі 14 рецензій, що свідчить про «загалом позитивні рецензії».